# Chen Szu-yu
Pour les articles homonymes, voir Chen.
Dans ce nom chinois, le nom de famille, Chen, précède le nom personnel Szu-yu.
Chen Szu-yu, née le 1er août 1993 à Taipei, est une pongiste taïwanaise.

## Biographie

### Enfance et formation
Elle est née le 1er août 1993 à Taipei.

### Carrière
Elle est médaillée de bronze avec l'équipe de Taïwan aux championnats du monde de 2016 à Kuala Lumpur et de 2022 à Chengdu.
En 2023, elle gagne en double mixte avec Lin Yun-ju le WTT Contender de Mascate et de Tunis. La même année elle remporte avec lui une médaille de bronze aux championnats d'Asie à Pyeongchang. Ils sont la 7e paire mondiale en juillet 2024.
Elle est la 58e joueuse mondiale en juillet 2024. Elle a atteint son meilleur classement en mars 2018 en occupant le 10e rang mondial.

## Sponsoring
Elle est sponsorisée par la marque japonaise Butterfly.